# La Salle-en-Beaumont
Pour les articles homonymes, voir La Salle.
La Salle-en-Beaumont est une commune française située dans le département de l'Isère, en région Auvergne-Rhône-Alpes.

## Géographie

### Situation et description
La Salle-en-Beaumont se situe dans la région du Beaumont, à 50 km au sud de Grenoble, sur la RN 85 (route Napoléon) entre La Mure et Corps. Elle se trouve à 780 m d'altitude, dans le sud du Dauphiné.
Cette commune se situe au pied de la montagne Chauvet.

### Communes limitrophes
Les communes limitrophes de La-Salle-en-Beaumont sont Saint-Laurent-en-Beaumont, Quet-en-Beaumont, Saint-Pierre-de-Méaroz et Saint-Michel-en-Beaumont.

### Géologie et relief
- Sites géologiques remarquables

Le « glissement de terrain de la Salle-en- Beaumont », à la Combe des Parajons et la Salle-en-Beaumont, est un site géologique remarquable de 8,46 hectares. En 2014 ce site d'intérêt géomorphologique  est classé « deux étoiles » à l'« Inventaire du patrimoine géologique ».

### Climat
Pour des articles plus généraux, voir Climat d'Auvergne-Rhône-Alpes et Climat de l'Isère.
En 2010, le climat de la commune est de type climat de montagne, selon une étude du Centre national de la recherche scientifique s'appuyant sur une série de données couvrant la période 1971-2000. En 2020, Météo-France publie une typologie des climats de la France métropolitaine dans laquelle la commune est exposée à un climat de montagne ou de marges de montagne et est dans la région climatique  Alpes du sud, caractérisée par une pluviométrie annuelle de 850 à 1 000 mm, minimale en été. 
Pour la période 1971-2000, la température annuelle moyenne est de 9,3 °C, avec une amplitude thermique annuelle de 17,7 °C. Le cumul annuel moyen de précipitations est de 1 110 mm, avec 9 jours de précipitations en janvier et 6,1 jours en juillet. Pour la période 1991-2020, la température moyenne annuelle observée sur la station météorologique de Météo-France la plus proche, « La Mure-radome », sur la commune de La Mure à 8 km à vol d'oiseau, est de 8,5 °C et le cumul annuel moyen de précipitations est de 948,6 mm,. Pour l'avenir, les paramètres climatiques de la commune estimés pour 2050 selon différents scénarios d'émission de gaz à effet de serre sont consultables sur un site dédié publié par Météo-France en novembre 2022.

### Hydrographie
Le territoire communal est bordé par le Drac, un affluent de l'Isère.

### Voies de communication
La route nationale 85 (RN 85) qui relie Gap à Grenoble, connue également sous l'appellation de Route Napoléon, traverse la commune selon un axe nord-sud.

### Lieux-dits et écarts
Il y a comme hameaux : la Salle, les Marcoux, les Cours, les Bourlens, Pras Grand, Sagne, l'Église, les Parageons, le Mas, la Roche, les Romeyers, les Allauves, les Souchons, les Martin, les Ponsous, les Chambons, les Champlong, les Serrues, les Borels, les Bares et le Chatelard.
Certains de ces lieux (les Parageons et le Mas) ayant été déclarés zones à risque après les événements de 1994, les terrains y sont inconstructibles.

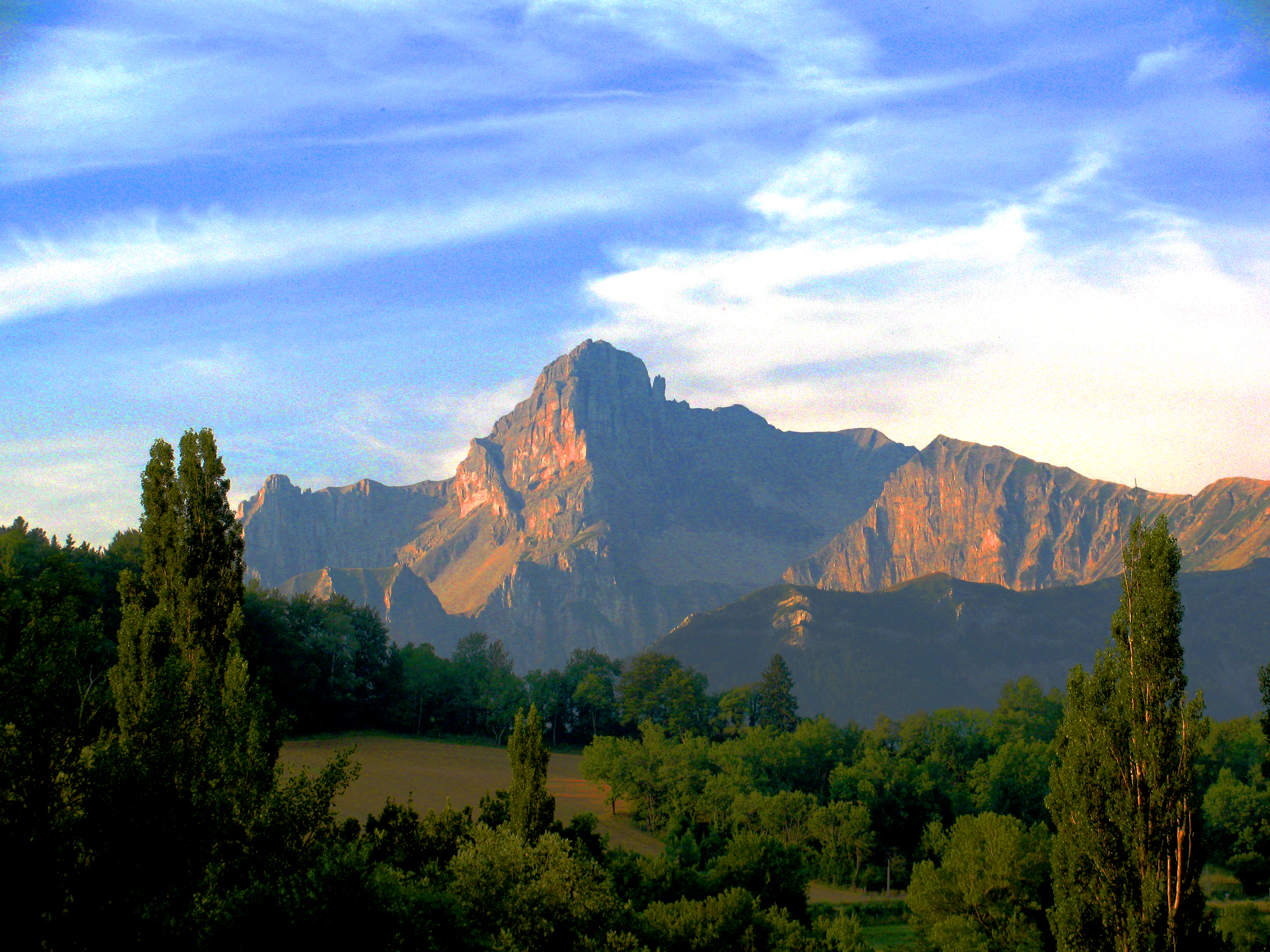
Panorama alpin pris de La Salle-en-Beaumont.
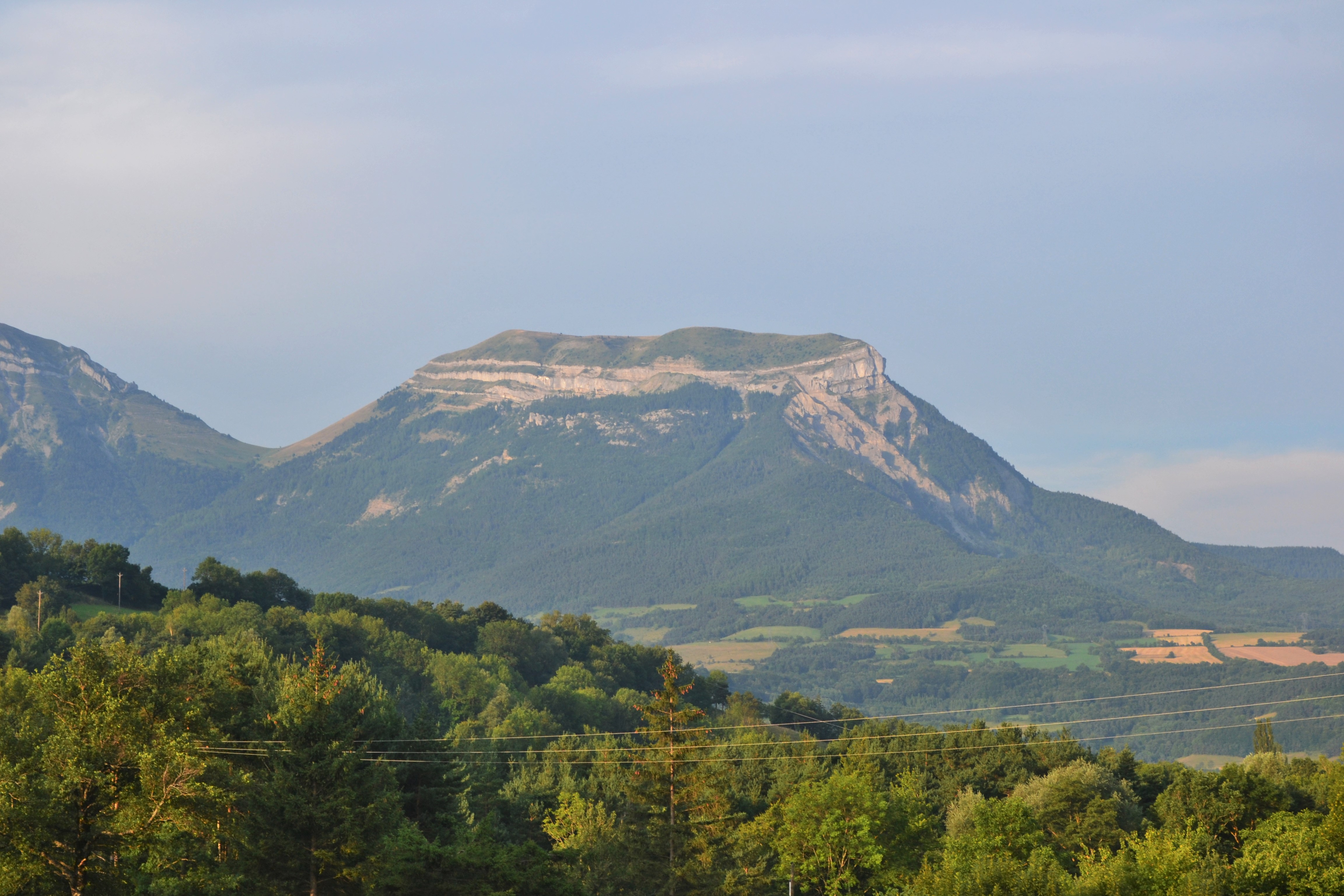
Le Bonnet de Calvin vu depuis le village.
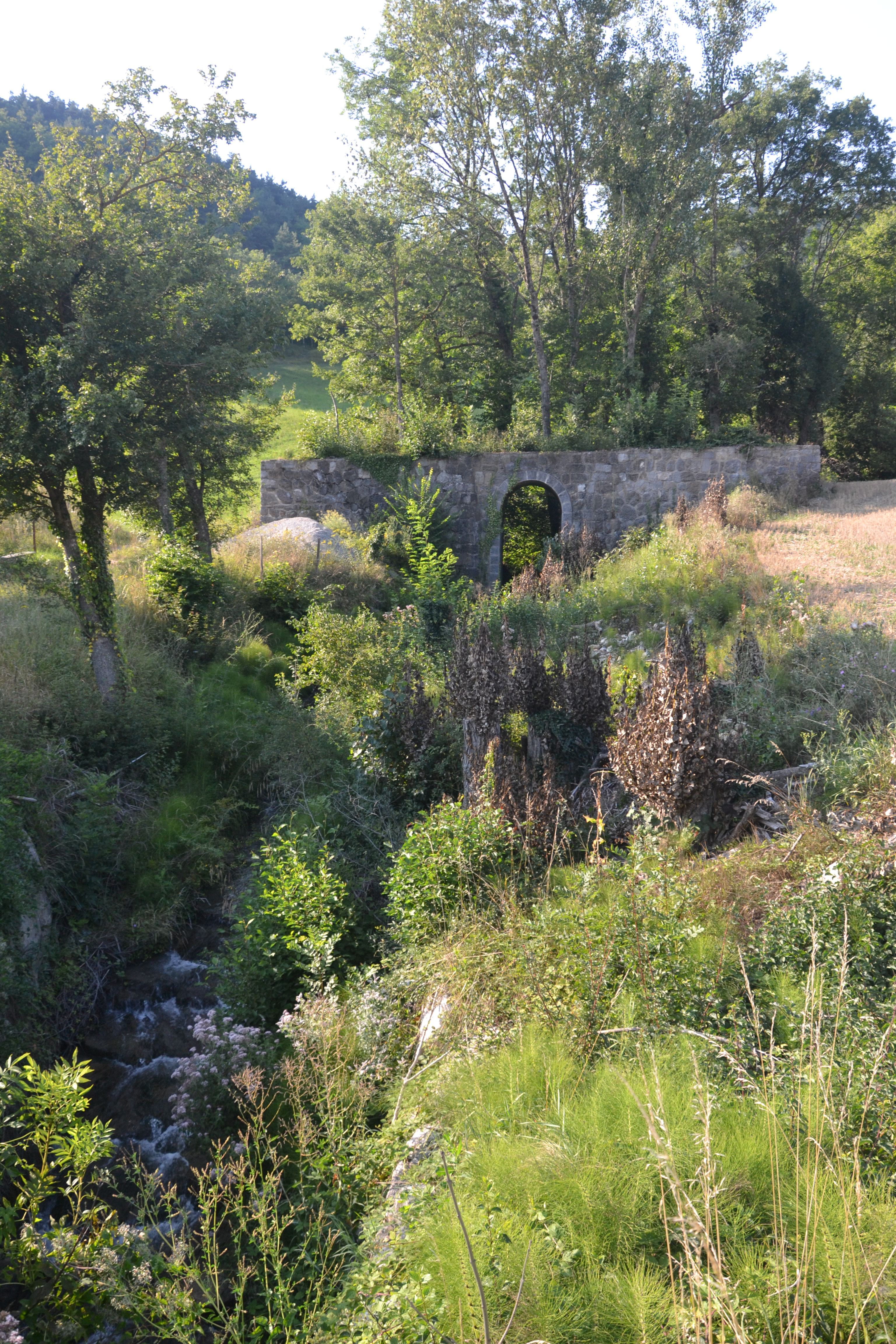
Pont sur le ruisseau du Renaudon.

## Urbanisme

### Typologie
Au 1er janvier 2024, La Salle-en-Beaumont est catégorisée commune rurale à habitat très dispersé, selon la nouvelle grille communale de densité à sept niveaux définie par l'Insee en 2022.
Elle est située hors unité urbaine. Par ailleurs la commune fait partie de l'aire d'attraction de Grenoble, dont elle est une commune de la couronne,. Cette aire, qui regroupe 204 communes, est catégorisée dans les aires de 700 000 habitants ou plus (hors Paris),.

### Occupation des sols
L'occupation des sols de la commune, telle qu'elle ressort de la base de données européenne d’occupation biophysique des sols Corine Land Cover (CLC), est marquée par l'importance des forêts et milieux semi-naturels (51,6 % en 2018), une proportion sensiblement équivalente à celle de 1990 (52,4 %). La répartition détaillée en 2018 est la suivante : 
forêts (46,1 %), zones agricoles hétérogènes (39,7 %), prairies (6,6 %), milieux à végétation arbustive et/ou herbacée (5,5 %), eaux continentales (2,1 %). L'évolution de l’occupation des sols de la commune et de ses infrastructures peut être observée sur les différentes représentations cartographiques du territoire : la carte de Cassini (XVIIIe siècle), la carte d'état-major (1820-1866) et les cartes ou photos aériennes de l'IGN pour la période actuelle (1950 à aujourd'hui).

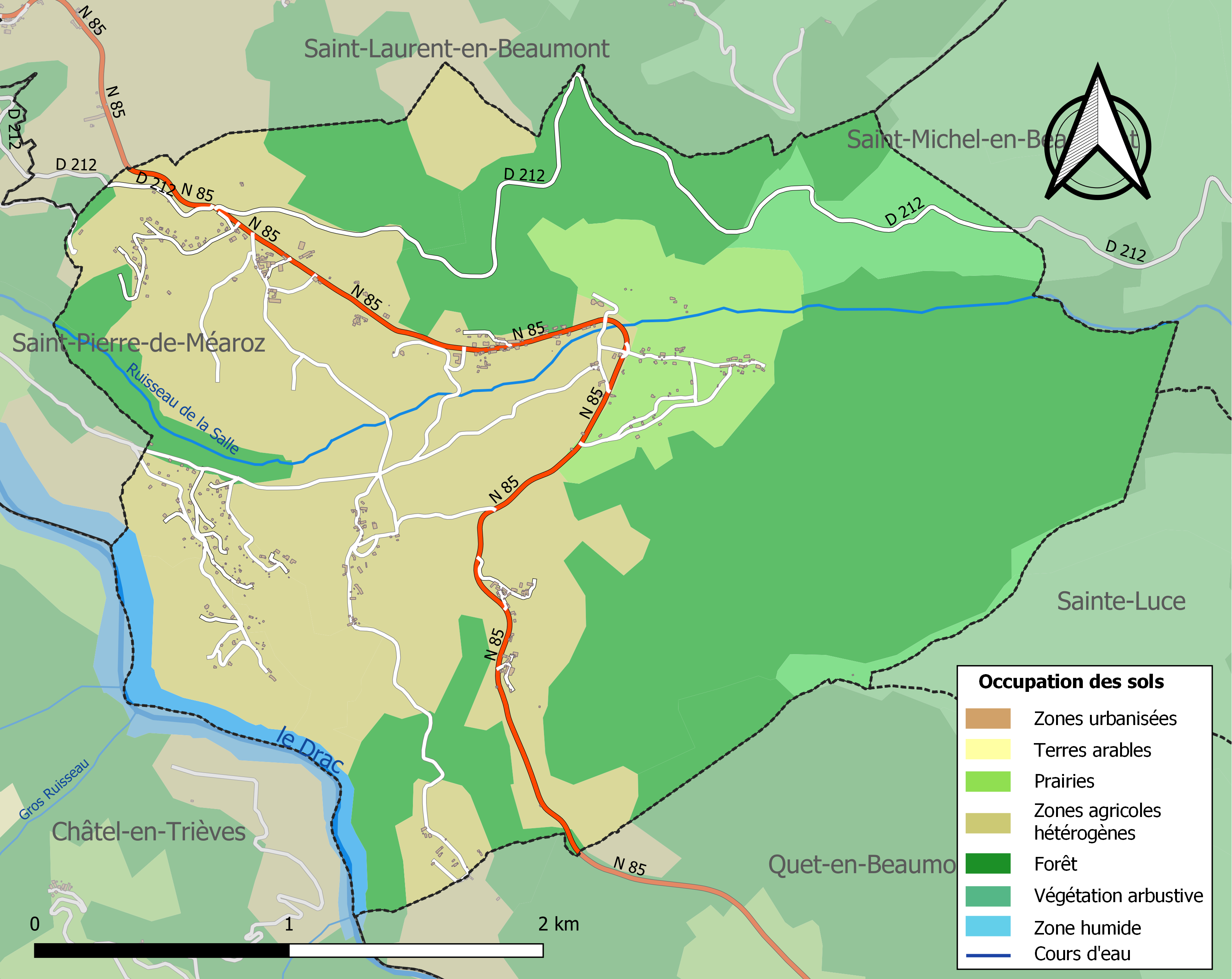
Carte des infrastructures et de l'occupation des sols de la commune en 2018 (CLC).

### Risques naturels et technologiques

#### Risques sismiques
L'ensemble du territoire de la commune de La Salle-en-Beaumont est situé en zone de sismicité n°3 dite « modérée » (sur une échelle de 1 à 5), comme la plupart des communes de son secteur géographique. Elle se situe cependant au sud de la limite d'une zone sismique classifiée de « moyenne ».
| Type de zone | Niveau            | Définitions (bâtiment à risque normal) |
| ------------ | ----------------- | -------------------------------------- |
| Zone 3       | Sismicité modérée | accélération = 1,1 m/s2                |

## Histoire

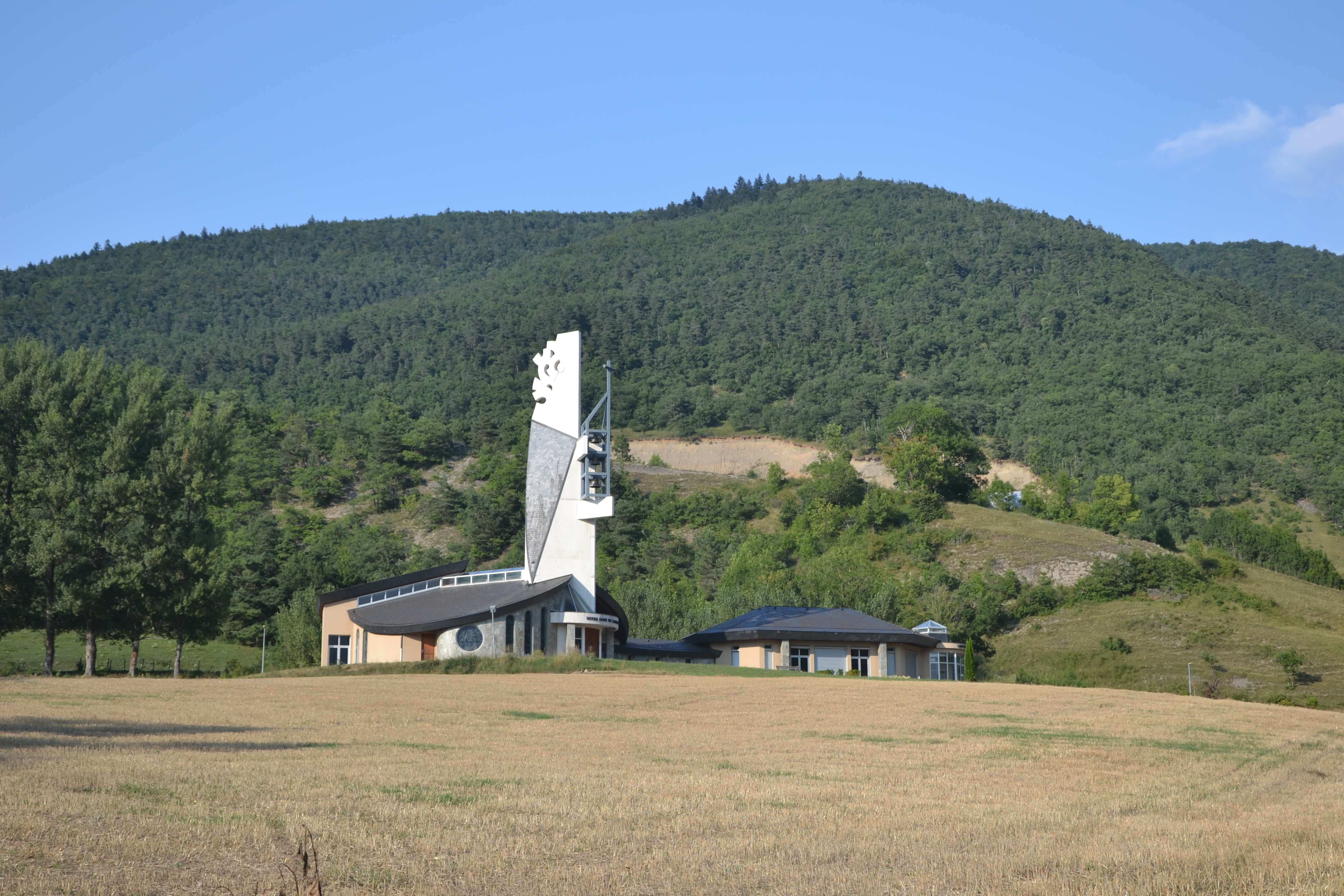
L'église de Notre-Dame de l'Assomption.

### Époque contemporaine
Dans la nuit du 7 au 8 janvier 1994, et non du samedi 8 au dimanche 9, après plusieurs jours de pluies très intenses (246 mm en deux jours sur la commune proche de Pellafol), le glissement de terrain de la combe des Parajons a fait quatre victimes et détruit neuf maisons. L’église, la route nationale et plusieurs habitations ont été recouvertes par la coulée de boue issue du glissement de terrain, qui atteignait une épaisseur de quinze mètres par endroits. Le glissement a barré le torrent de la Salle fortement grossi par les pluies, créant un lac d'une dizaine de mètres de profondeur, inondant le hameau des Parajons et faisant craindre une débâcle brutale. Au total, le montant des travaux d'urgence et de reconstruction s'éleva à au moins quatre millions d'euros.
Une nouvelle église a été construite en 1998.

## Politique et administration

### Liste des maires
| Période                                  | Période  | Identité               | Étiquette | Qualité                                                                                    |
| ---------------------------------------- | -------- | ---------------------- | --------- | ------------------------------------------------------------------------------------------ |
| 1998                                     | 2017     | Marie-Noëlle Battistel | PS        | Cadre supérieure députée de l'Isère depuis 2010 Ancienne conseillère régionale (2010-2015) |
| 2017                                     | En cours | Jean Pra               |           |                                                                                            |
| Les données manquantes sont à compléter. |          |                        |           |                                                                                            |

## Population et société

### Démographie
L'évolution du nombre d'habitants est connue à travers les recensements de la population effectués dans la commune depuis 1793. Pour les communes de moins de 10 000 habitants, une enquête de recensement portant sur toute la population est réalisée tous les cinq ans, les populations de référence des années intermédiaires étant quant à elles estimées par interpolation ou extrapolation. Pour la commune, le premier recensement exhaustif entrant dans le cadre du nouveau dispositif a été réalisé en 2005.

En 2022, la commune comptait 347 habitants, en évolution de +7,76 % par rapport à 2016 (Isère : +3,07 %, France hors Mayotte : +2,11 %).
| 1793 | 1800 | 1806 | 1821 | 1831 | 1836 | 1841 | 1846 | 1851 |
| ---- | ---- | ---- | ---- | ---- | ---- | ---- | ---- | ---- |
| 416  | 426  | 396  | 416  | 461  | 469  | 478  | 501  | 475  |

| 1856 | 1861 | 1866 | 1872 | 1876 | 1881 | 1886 | 1891 | 1896 |
| ---- | ---- | ---- | ---- | ---- | ---- | ---- | ---- | ---- |
| 458  | 427  | 410  | 441  | 421  | 409  | 407  | 404  | 354  |

| 1901 | 1906 | 1911 | 1921 | 1926 | 1931 | 1936 | 1946 | 1954 |
| ---- | ---- | ---- | ---- | ---- | ---- | ---- | ---- | ---- |
| 339  | 311  | 321  | 314  | 324  | 300  | 312  | 315  | 301  |

| 1962 | 1968 | 1975 | 1982 | 1990 | 1999 | 2005 | 2006 | 2010 |
| ---- | ---- | ---- | ---- | ---- | ---- | ---- | ---- | ---- |
| 261  | 222  | 233  | 250  | 278  | 241  | 279  | 277  | 307  |

| 2015 | 2020 | 2022 | - | - | - | - | - | - |
| ---- | ---- | ---- | - | - | - | - | - | - |
| 323  | 342  | 347  | - | - | - | - | - | - |

### Enseignement
La commune est rattachée à l'académie de Grenoble.

### Médias
Historiquement, le quotidien régional Le Dauphiné libéré qui consacre, chaque jour, y compris le dimanche, dans son édition Romanche et Oisans, un ou plusieurs articles à l'actualité de la communauté de communes, du canton, ainsi que des informations sur les éventuelles manifestations locales.
La commune est située sur l'aire de diffusion de radio Ici Isère, une radio publique qui émet sur tout le territoire du département de l'Isère.

## Économie

### Tourisme
Les touristes peuvent trouver hôtel et camping pour hébergement.

## Culture locale et patrimoine

### Lieux et monuments

#### Patrimoine religieux

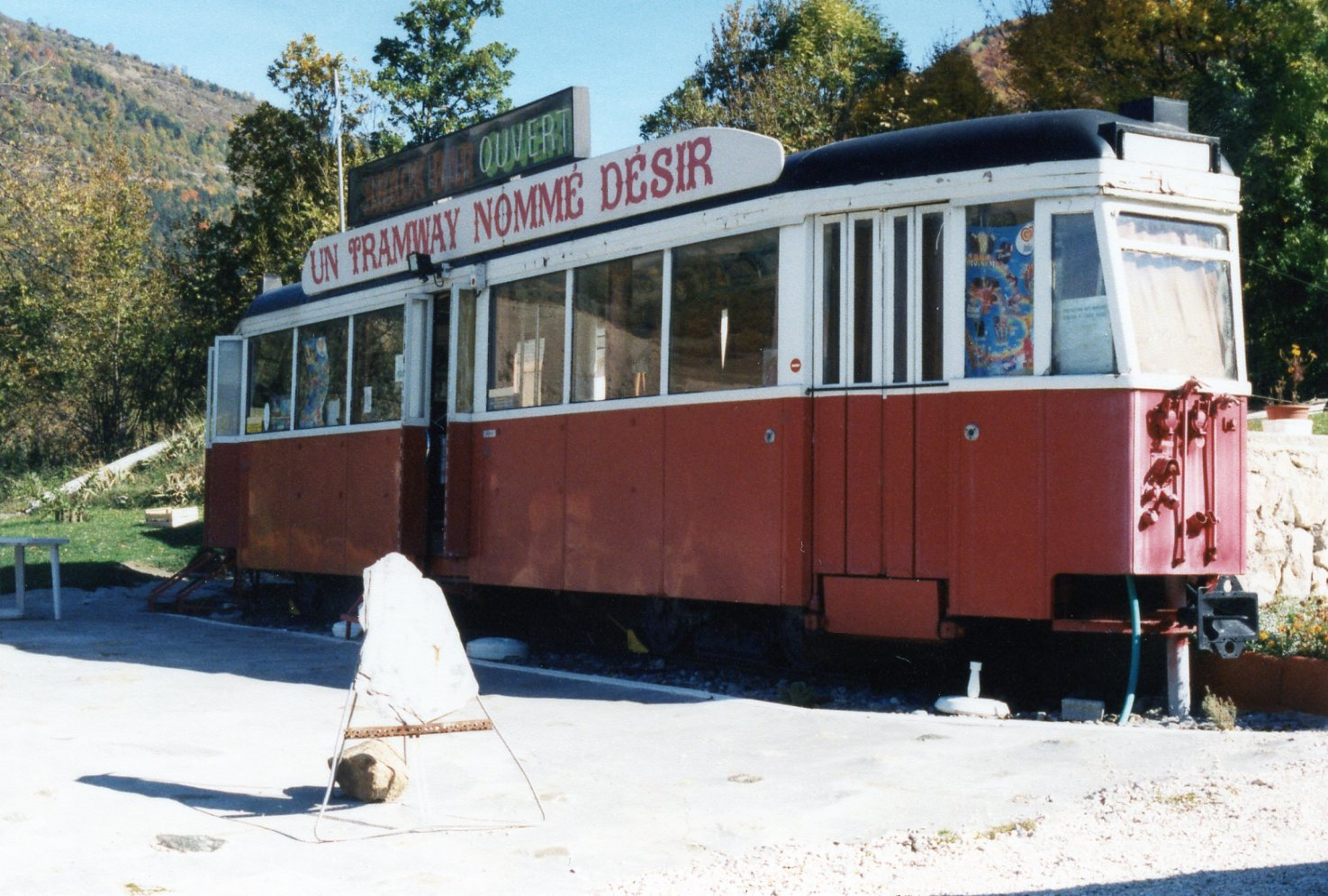
L'ancien tram de Lucerne pris en photo dans les années 1990.

- Église Notre-Dame-de-l'Assomption (construite en 1998 en remplacement de l'ancienne église, détruite par un glissement de terrain).
- L'ancien tram de Lucerne n. 107, devenu le tram de Genève n. 737, a été transformé dans les années 1970 en remorque n. 327. Devenu un restaurant, il a été placé au bord de la route Napoléon, dans le village La Salle-en-Beaumont.

### Héraldique
| Blason de La Salle-en-Beaumont | Blason  | D'or à un dauphin d'azur barbé, crêté, lorré, peautré et oreillé de gueules; à la fasce abaissée d'argent chargée de trois fleurs de lis d'or* et brochante. |
| Blason de La Salle-en-Beaumont | Détails | * Il y a là non-respect de la règle de contrariété des couleurs : ces armes sont fautives (FleurLis or sur bande argent). Site Internet de la commune, 2018. |